# Юрченко Сергій Анатолійович
Сергій Анатолійович Юрченко (1 серпня 1957, Кривий Ріг, Дніпропетровська область) — радянський та український художник, педагог.

## Біографія
Народився 1 серпня 1957 року в Кривому Розі в сім'ї робітників.
Малюванню почав вчитися в 1971 році в художній школі № 1, клас Ісакова Юрія Михайловича. Після закінчення школи в 1975 році працює художником-оформлювачем в заводоуправлінні комбінату Криворіжсталь.
Під час перебування на строковій службі в танкових військах з 1975 по 1977 рік, працює художником. З 1977 по 1979 рік займається виготовленням плакатів та інших засобів наочної агітації в художньо-оформлювальному обласному комбінаті.
З 1979 по 1984 рік навчається на художньо-графічному факультеті Криворізького педагогічного інституту. Викладачі: Володимир Непомнящий, Володимир Авраменко та Степан Головатий.
Працює в галузі станкового живопису та графіки. З 1988 року пише ікони.
З 1984 по 1988 рік — учитель образотворчого мистецтва в загальноосвітній школі № 41. З 1988 по 1990 рік — художник-оформлювач в БК імені Дзержинського. З 1990 по 1993 рік працює іконописцем в Спасо-Преображенському соборі в Кривому Розі.
З 1993 по 1996 рік викладає живопис, малюнок та композицію на художньо-графічному факультеті КДПУ. З 1996 по 1998 рік — викладач школи мистецтв № 1. З 1998 по 1999 рік працює в будинку художника. З 2000 року займається незалежною художньою діяльністю.
Учасник міських, обласних, республіканських та міжнародних виставок з 1990 року.

## Творча діяльність
Працює в багатьох жанрах — пейзаж, натюрморт, портрети, сюжетна композиція. Звертається до графіки. Графіка Сергія Юрченко — це об'єднання реальності і фантазії. Обробляючи біблійні оповіді та легенди, він наділяє світ рослин і тварин дивовижними властивостями і об'єднує їх в єдине співтовариство співіснування.
В іконопис направив Синиця Григорій Іванович, до порад якого художник прислухався.
Написав ікони та іконостаси в храмах України: Спасо-Преображенський собор, храм Олександра Невського, храм Іоанна Лествичника, храм Споручниці хлібів, храм Святителя Миколая, храм Покрова Пресвятої Богородиці, храм Святої Трійці, храм «Вознесіння», храм Святителя Миколая (Рахманівка), храм Святителя Миколая (Інгулець), іконостас і розписи в храмі Андрія Первозванного, іконостас та ікони навісні — храм Покрова Пресвятої Богородиці (Карнаватка), Церква Різдва Пресвятої Богородиці (Кривий Ріг). (Все в місті Кривий Ріг). Покрова Пресвятої Богородиці в селі Широке, Космо-Даміанівський монастир (Алушта), храм Трьох Святителів (Попасна).
Вивчає історію Козацтва. Серед робіт: «Корчма», «Козацька рада», «На привалі», «Б. Хмельницький».
Графічні роботи С. Юрченка використали в ілюструванні книги про легенди та перекази Криворіжжя «На землі на рідній».
Продюсерський центр Бойко, м. Київ у 2011 році представив живописні роботи Сергія Юрченка в колекції № 5 «Італії від щирого серця». на арт-фестивалях в м. Рим та Мілан Італія.
Роботи зберігають у музеях, приватних колекціях.